# Shirin (film)
Shirin è un film del 2008 diretto da Abbas Kiarostami, presentato Fuori Concorso alla 65ª Mostra internazionale d'arte cinematografica di Venezia.

## Trama
In un cinema, centoquattordici spettatrici assistono alla proiezione dell'adattamento cinematografico di un classico della letteratura persiana del XII secolo, Khosrow e Shirin, girato dallo stesso Kiarostami. Lo schermo del cinema non viene mai inquadrato e vengono mostrate solo le reazioni delle spettatrici.
Il film consiste infatti in una lunga carrellata dei volti delle donne in sala.

## Produzione
Il film è stato presentato Fuori Concorso nel 2008 al Festival del Cinema di Venezia. In Italia il film non è stato distribuito.

### Regia
Alcune attrici, come Juliette Binoche, non hanno assistito realmente all'adattamento proiettato nella sala cinematografica, ma sono state messe per cinque minuti dinanzi a un pannello bianco con tre punti neri e le loro reazioni sono state inserite in un momento successivo durante il montaggio.

## Accoglienza

### Critica
Su Cinematografo.it, Silvio Grasselli ha scritto: "Incredibilmente affine al memorabile corto che negli anni settanta il lituano Herz Frank realizzò 'semplicemente' registrando le reazioni di un bambino davanti a uno spettacolo di marionette, il film di Kiarostami non si limita ad una vieta metariflessione sul mezzo cinematografico; con coraggio invece s’interroga prima di tutto sullo speciale statuto dello spettatore cinematografico, polo del dispositivo sempre meno certo e definito, per poi spingere il discorso del film fino ai limiti della visione, al senso del non-visibile".
Su il manifesto, Cristina Piccino ha scritto invece che "Vengono in mente i lavori di Shirin Neshat, la splendida artista iraniana, e probabilmente questo film sarebbe perfetto nello spazio di una galleria o qualsiasi altro luogo che non sia la sala". Più caustico Maurizio Porro sul Corriere della Sera, che ha sottolineato che "All'anteprima c'è stato un fuggi fuggi storico con anziani critici che saltavano i gradini pur di guadagnare l'uscita".